# 軍校路
軍校路（Jyunsiao Rd.）為臺灣高雄市左營區到楠梓區的重要幹道，呈南北向，因位於中華民國海軍軍官學校前而得名。起端為海平路，末端於藍昌路口與右昌街再交會。右昌街延續本道路，可接台17線往右昌、援中港和北高雄沿海地區。

## 行經行政區域
（由南至北）
- 左營區
- 楠梓區

## 歷史
軍校路起端，原先為一小巷與西陵街相接，以往被稱為上海街（門牌上是軍校路），在道路拓寬後已消失。

## 沿線設施
（由南至北）
- 高雄市立立德國民中學
- 高雄市左營區左營國民小學
- 國防部南部地方軍事法院暨檢察署
- 國防部高等軍事法院高雄分院暨檢察署
- 國家運動訓練中心
- 海軍左營基地中海哨
- 國軍左營總醫院
- 中華民國海軍軍官學校側門
  - 海軍官校郵局
- 台灣中油右昌軍校路站
- 高雄市第三信用合作社右昌分社
- 高雄銀行右昌分行
- 麥當勞高雄右昌店
- 小北百貨右昌店
- 全聯福利中心左營海總店
- 右昌聯合醫院
- 高雄市楠梓區右昌國民小學
- 玉山銀行楠梓分行

## 公車資訊
- 港都客運
  - 29 左營南站－捷運都會公園站－楠梓區公所
  - 39 左營南站－榮民總醫院
  - 218 加昌站－高雄火車站
  - 245加昌站－高雄火車站
- 東南客運
  - 73 左營區公所－建軍站
- 南台灣客運
  - 紅51 高鐵左營站－蓮池潭－捷運生態園區站
  - 紅53 高鐵左營站－高雄大學－蚵仔寮漁港
- 高雄客運
  - 8015 高雄火車站－仕隆－岡山
  - 8017高雄火車站－赤崁－岡山
  - 8021 鳳山－彌陀
  - 8043 高雄火車站－台17線－茄萣
  - 8045 高雄火車站－赤崁－舊港口－岡山

## 公共自行車
- 高雄市公共自行車租賃系統：
  - 左營國小：實踐路46號(對側人行道)
  - 軍校海功路口西側：軍校路236號(對側人行道)
  - 世運主場館：軍校路/世運大道口東南側
  - 歡樂17停車場：軍校路800號旁

## 內部連結
- 高雄市主要道路列表

## 外部連結
- 海軍軍官學校 （页面存档备份，存于）